# Leptocentrus obliquus
Leptocentrus obliquus är en insektsart som beskrevs av Walker. Leptocentrus obliquus ingår i släktet Leptocentrus och familjen hornstritar. Inga underarter finns listade i Catalogue of Life.